# Santos-Dumont (cratera lunar)
Santos-Dumont é uma cratera de impacto lunar com cerca de 8,8 km de diâmetro. Situa-se no extremo norte da cordilheira dos Montes Apeninos, na borda leste do Mare Imbrium, a cerca de 30 quilômetros a nordeste de Mons Hadley, um maciço montanhoso.
Seu formato é circular e sua borda exterior inferior apresenta um rebaixamento, o qual cria uma sobra que, com frequência, faz o conjunto lembrar uma ferradura, a letra ômega do alfabeto grego ou mesmo o buraco de uma fechadura. De resto, é uma formação geológica comum, sem características inusitadas e com pouca aparência de desgaste.
A noroeste de Santos-Dumont há um sistema de canais de 90 km de largura, denominado Rimae Fresnel, nome dado em homenagem ao Promontório Fresnel, o qual fica no extremo norte dos Montes Apeninos, sobre a fenda que une o Mare Imbrium a oeste com o Mare Serenitatis a leste. Aproximadamente 50 km à sudeste, no vale depois de Mons Hadley, fica o local de pouso da missão Apollo 15 .
A cratera era denominada Hadley B até ser rebatizada em homenagem ao pioneiro da aviação brasileira Alberto Santos-Dumont . 